# Spilosoma amilada
Spilosoma amilada là một loài bướm đêm thuộc phân họ Arctiinae, họ Erebidae.